# Szentmargitfalva
Szentmargitfalva è un comune dell'Ungheria di 121 abitanti (dati 2001). È situato nella contea di Zala.